# Juan de Rasines
Juan de Rasines (Rasines 1490 - † 1542) Maestro de cantería y arquitecto dentro del tardogótico. Considerado entre sus contemporáneos como uno de los más doctos en el arte junto con Enrique Egas, Diego de Siloé y Juan Gil de Hontañón. Realizó numerosas obras en las provincias de Cantabria, La Rioja, Burgos, Soria y Vizcaya, muchas de ellas para la familia de los Velasco.

## Estilo
Aplicó formas irregulares a las planimetrías usadas con anterioridad, como capillas mayores treboladas y centralizadas, a veces unidas a un cuerpo de naves de salón.

## Obra
En 1513 trabajaba en la catedral de Santo Domingo de la Calzada, realizando el templete del sepulcro de alabastro de Domingo de la Calzada, trazado por Felipe Bigarny. En 1529 volvería a intervenir en esta catedral para reconstruir la capilla mayor y el crucero, terminando el año siguiente.
En 1522 trabajó junto con Juan Gil de Hontañón, maestro de las obras de Íñigo I Fernández de Velasco, Condestable de Castilla, en el monasterio de Nuestra Señora de la Piedad de Casalarreina. Juan sustituiría a Hontañón como maestro del condestable, poniéndose así en 1523 a cargo del monasterio de Santa Clara de Briviesca, trazada por Hontañón, y posteriormente la colegiata de Santa María del Mercado de Berlanga de Duero, considerada su obra más importante y la primera que realizaba completa para esta poderosa familia, siendo proyectada en 1525 como iglesia de salón y construida entre 1526 y 1530. Hizo la iglesia de N.ª S.ª de Aliende de Quintanilla San García .
Para los Velasco realizó informes sobre sus fortalezas a comienzos de los años treinta, conservándose los de Briviesca, Belorado y Cerezo de Río Tirón. Realizó también el Colegio de San Nicolás de Burgos, comenzado en 1538, basándose en el colegio de Santa Cruz de Valladolid; el arco sobre la portada principal (realizada por Felipe Bigarny) de la iglesia de Santo Tomás de Haro, además de la capilla mayor de la misma; la iglesia de San Martín de Casalarreina. 
Intervino en el crucero de la iglesia de Santa María de Güeñes, para la que trazó su transepto y fue maestro de obra entre 1534 y 1541; en la capilla del Santo Cristo de San Severino de Valmaseda, donde consta como maestro de obra en 1535; la iglesia del monasterio de San Miguel del Monte de Miranda de Ebro, acabada en 1535; la capilla de los Escalante de la iglesia de Santa María de la Asunción de Laredo, trazada hacia 1540. También se le atribuye la traza de San Vicente de la Maza de Guriezo. De la misma forma, se les atribuye la construcción de la Colegiata de Nuestra Señora de la Asunción de Roa de Duero (Burgos) cuyos Señores de la Villa, la Familia Velasco, costearon la construcción del templo.

## Descendencia
- Pedro de Rasines